# Szczelina za Paśnikiem

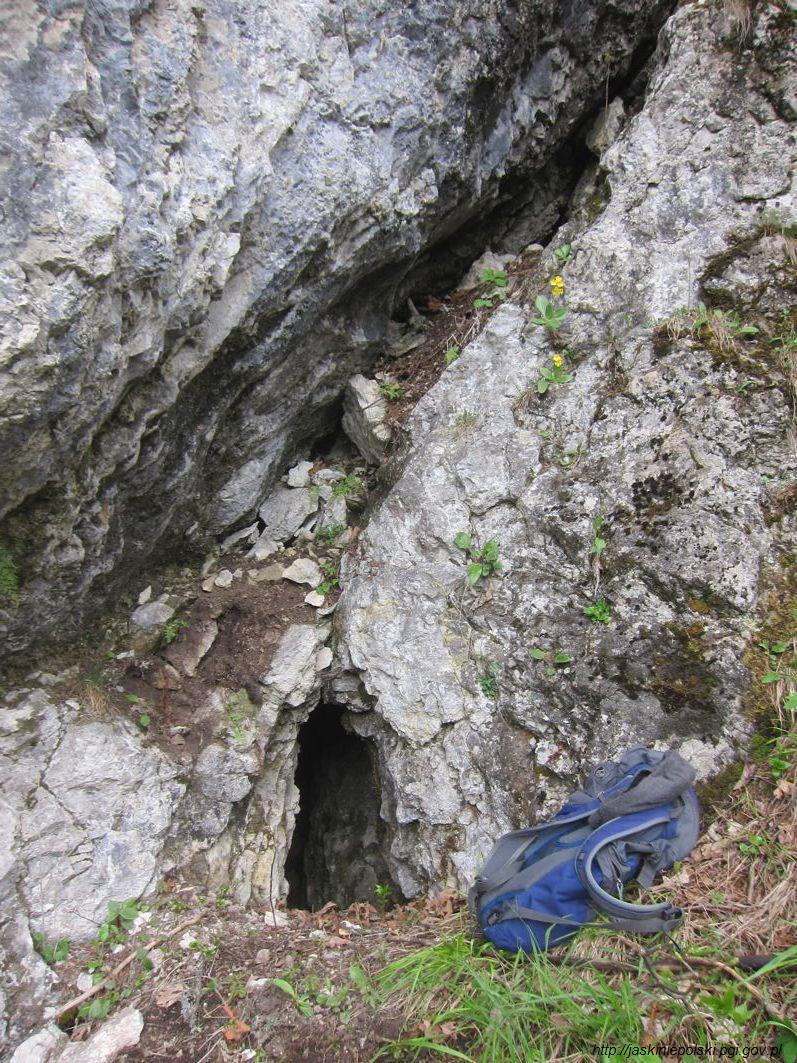
Otwór jaskini

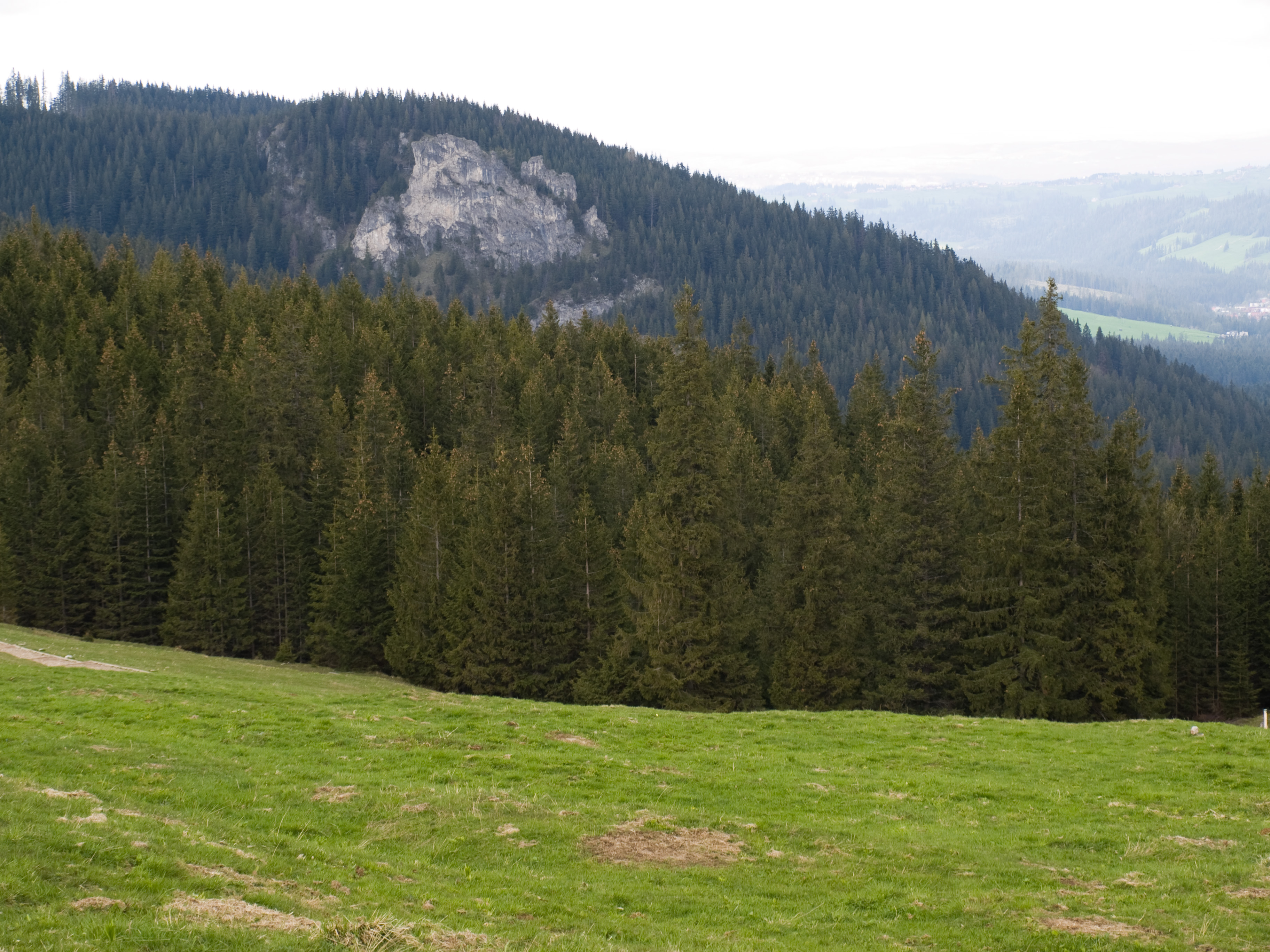
Filipczański Wierch

Szczelina za Paśnikiem – jaskinia w Dolinie Filipka w Tatrach Wysokich. Wejście do niej znajduje się w zboczu Filipczańskiego Wierchu, w pobliżu Niżniej Filipczańskiej Przełęczy,  na wysokości 1203 metrów n.p.m. Długość jaskini wynosi 7,3 metrów, a jej deniwelacja 4,9 metrów.

## Opis jaskini
Jaskinię stanowi szczelinowy, idący bardzo stromo do góry korytarzyk zaczynający się w małym otworze wejściowym, a kończący szczeliną nie do przejścia.

## Przyroda
W jaskini można spotkać nacieki grzybkowe. 

## Historia odkryć
Jaskinię odkrył oraz sporządził jej plan i opis Filip Filar w 2016 roku. Na Niżniej Filipczańskiej Przełęczy znajduje się paśnik, stąd nazwa jaskini.